# 怀化军
在辽与渤海国的战争后，辽国在渤海国故地设置东丹国，以辽国太子耶律倍为人皇王，后耶律倍在宫廷斗争中失败，并丢弃王位，逃亡南方的汉人政权后唐。
后唐明宗以天子的规格接待了耶律倍，又改东丹国瑞州为怀化军（今平壤西北），拜东丹慕华（即耶律倍）为怀化军节度使，瑞、慎等州观察使。